# Mon nom est légion
Mon Nom est légion (2007) est un roman portugais de António Lobo Antunes, traduit en français et  publié par les éditions Christian Bourgois en 2011.

## Trame narrative
Un faits divers violent se déroule à Lisbonne et dans les environs (Ermesinde, Amadora, Cintra, Coimbra, avec hêtres, peupliers, figuiers sauvages), dans les années 2000 : vol de deux voitures, braquage mortel d'une station-service puis d'une boutique de téléphones portables.
La bande criminelle se compose de huit enfants issus du quartier du Premier-Mai, ce stigmate social (p. 82) : Gamin (12 ans, ou le Gamin), Hyène (13, bec-de-lièvre), Tombeur (14), Chien (15), Capitaine (16), Guérillero (17), Gros (18, avec bagues), Blondin (seul blanc ou apparemment non-métis). Tous ces orphelins ont été pris en charge longtemps auparavant par La Femme, cinquantenaire, prostituée, la vieille Blanche qui vivait avec les Nègres (p. 156).
Le récit entremêle plusieurs discours concurrents : rapport de police, commentaires du rapport de police par le policier-enquêteur (moi, 63 ans), scènes d'enquête, chronique biographique sur la vieille Blanche et/ou sur une portion du quartier, paroles de divers personnages (combien de mères est-ce que j'ai eues ?), évocation de personnages autres (mal situables) :
- ma mère, mon père (avec ses mots croisés), mon beau-père, ma fille, mon ex-femme, mon grand-père, la cousine,
- le Superviseur, la Blondinette, l'infirme à béquilles, la maigrelette aux cheveux rouges, les sept gendarmes, le commissaire, le vieux clown (p. 162),
- Dr Sabino, Zé Pedro, dona Emilia(na), dona Mécia, dona Beta, Dita, dona Eulalia, oncle Jéronimo, Fernando, M. Bentes, Joao, M. Vargas (en phase d'incinération), etc.

## Éditions
- Mon Nom est légion, Christian Bourgois éditeur, Paris, 2011, 512 pages  (ISBN 978-2-267-02139-4)

## Réception
Les recensions francophones sont peu nombreuses mais favorables : les démons de Lisbonne en impressionnisme musical .